# لو تو
لُ تُو (به فرانسوی: Le Thou) یک کمون در فرانسه است که در Canton of Aigrefeuille-d'Aunis واقع شده‌است.

## خصوصیات
لُ تو ۱۹ کیلومترمربع مساحت و ۱٬۴۳۹ نفر جمعیت دارد و ۲۴ متر بالاتر از سطح دریا واقع شده‌است.